# Jeremijiwka
Jeremijiwka (ukr. Єреміївка) – wieś na Ukrainie, w obwodzie odeskim, w rejonie rozdzielniańskim, w hromadzie Rozdilna. W 2001 liczyła 575 mieszkańców.